# 李家泉
李家泉（1927年2月—）安徽庐江人，中华人民共和国台湾研究专家。

## 生平
李家泉是庐江县同大镇南闸村（邓渡）人。中国共产党党员。1949年参加工作后，长期在粮食系统工作，历任支前县兵站站长、县粮库主任、华东粮食局科员、中华人民共和国粮食部业务秘书。1959年，进入中共中央高级党校理论班学习。1973年起，一直在从事台湾研究，历任中国社会科学院台湾研究所业务组长、研究室主任、副所长、研究员。自1980年代中期起，开始将其台湾研究的领域扩展至政治、社会等各方面。1990年代起，先后兼任全国台湾研究会常务理事、北京台湾经济研究中心理事长、北京外国问题研究会高级顾问，北京大学、北京联合大学、国务院侨务办公室侨务干部学校、中央社会主义学院等院校的兼职教授，并且是国务院有关对台、涉台部门的专家组成员。曾参与《台湾问题与中国的统一》白皮书等的起草工作。

## 著作
- 《台湾经济》
- 《台湾经济是怎样发展起来的？》
- 《台湾经济地理》
- 《台湾经济总览》
- 《祖国的台湾》
- 《台湾总览》
- 《论海峡两岸关系》
- 《“一国两制”与台湾前途》
- 《李登辉主政台湾之后》
- 《香港回归望台湾》[1]
- 《两岸“双赢”之路》
- 《陈水扁主政台湾之后》[3]